# O-11 (Spanje)

De O-11

De O-11 of Acceso Este a Oviedo is een Spaanse autovia in Asturië. De snelweg is 1,2 kilometer lang en vormt de oostelijke toegang tot Oviedo vanaf de A-66.